# 八上比賣
八上比賣（やかみひめ），又稱八上姬，乃《古事記》之記述，祂是日本神話中的女神、大國主神最初的妻子、同時也是神話故事因幡之白兔的女主角。

## 概要

### 古事記之記載
依《古事記》上卷的內容，大國主神共有八十個兄弟，所有兄弟皆讓出繼承權，由前者統治出雲，然而事情並非這麼順利。八十眾神仰慕因幡國（今鳥取縣）稻羽（いなば）之美人八上比賣，一同出發前往稻羽，且由大穴牟遲神（即大國主神）揹負所有人的行李袋。抵達氣多（けた，今鳥取縣鳥取市白兔海岸）之前，八十眾神見半路趴著一隻全身沒有皮的裸兔，告知曰：「你到海裡洗浴，再到高處風乾就可以讓傷口復原了。」白兔順著祂們的話照做，反倒全身龜裂痛苦不堪。隨後跟上的大穴牟遲神問白兔發生何事，白兔答：「我在淤岐島打算渡至此地，欺騙了海鰐說：『我們來比比看你們海鰐比較多，或者我們兔子比較多。你們全部在海上排成一列至氣多海岸，我一隻隻走過一邊數，這樣就知道哪一族比較多。』他們果真排成列讓我踩著走到氣多海岸，可是我太得意忘形，說了句：『你們這些笨蛋！』排在最後的海鰐竟把我全身的皮剝光了。後來我遇到八十眾神，祂們教我去海裡洗浴，再到高處風乾，反而使我渾身劇痛不堪！」。於是大穴牟遲神教導白兔先去水門用河水洗身，再取河邊的蒲黃花粉，在花粉上滾一滾，就能恢復了。白兔照著指示做，果然皮膚不再劇痛，於是告訴大穴牟遲神：「八十眾神不會獲得八上比賣的芳心，祢雖然揹負著行李袋，一定能被看上。」後來八上比賣聽聞八十眾神的求婚後，對祂們說：「我不想聽祢們說話，將嫁大穴牟遲神。」此話既出，八十眾神勃然大怒，欲殺大穴牟遲神。（後續橋段請參看蚶貝比賣與蛤貝比賣之條目）
最後大穴牟遲神按照須佐之男命的吩咐，成功制服了迫害祂的八十眾神，並建立、統治葦原中國。而八千矛神（大穴牟遲神、大國主神）雖依約迎娶元配八上比賣，然而後者畏懼須世理毘賣的妒火，將生下來的兒子吊在樹枝上即返回因幡。故此子名木俁神，亦名御井神。

## 解說
由於畏懼須勢理姬神的妒火，本是正室的八上比賣竟將兒子木俁神吊掛在樹枝上，返回因幡國。有人將這段故事拿出來跟應神天皇及矢河枝比賣（やかわえひめ）、天智天皇及宅子娘（やかこいらつめ）等類似的情節交叉比對，竟發現這三位悲劇性人物的名字裡都有「ヤカ」二字。此外，八上比賣的兒子為「御井神」、宅子娘的兒子大友皇子與「三井寺」頗有淵源，兩者都與「井」有深切關係。

## 信仰
在日本主祭八上比賣的神社主要計有下列：
- 賣沼神社（鳥取縣鳥取市河原町）
- 酒賀神社（鳥取縣鳥取市國府町）
- 白兔神社（鳥取縣鳥取市白兔）
- 島御子神社（長崎縣對馬市豐玉町）

## 內部連結
- 大國主神
- 因幡之白兔
- 須勢理姬神
- 木俁神

## 外部連結
- （日語）鳥取県公式サイト【神話】八上姫と大国主命/とりネット（页面存档备份，存于）